# Thrymr (vệ tinh)
 Thrymr /ˈθrɪmər/ hoặc Saturn XXX, là một vệ tinh tự nhiên của Sao Thổ. Nó được Gladman và các đồng nghiệp phát hiện vào năm 2000 và được chỉ định tạm thời S / 2000 S 7. Tên của nó xuất phát từ thần thoại Bắc Âu, nơi Thrymr là một người Jotun.
Thrymr có đường kính khoảng 7 km và quay quanh Sao Thổ ở khoảng cách trung bình 20.810 Mm trong 1120,809 ngày. Nó có thể đã hình thành từ những mảnh vỡ đánh bật ra từ Phoebe. Quỹ đạo Thrymian là ngược, ở một độ nghiêng 175° so với mặt phẳng hoàng đạo (151° so với xích đạo của sao Thổ) và với độ lệch tâm là 0,453. Thời gian quay của nó là 38,79 ± 0,25 giờ.
Tên của nó đã được công bố dưới dạng Thrym trong Thông tư 8177 của IAU. Tuy nhiên, Hiệp hội IAU về Danh pháp hệ thống hành tinh sau đó đã quyết định thêm hậu tố chỉ định -r vào gốc Thrym.